# Spilosoma pallidior
Spilosoma pallidior là một loài bướm đêm thuộc phân họ Arctiinae, họ Erebidae.